# Trialeurodes eriodictyonis
Trialeurodes eriodictyonis là một loài côn trùng cánh nửa trong họ Aleyrodidae, phân họ Aleyrodinae.
Trialeurodes eriodictyonis được Russell miêu tả khoa học đầu tiên năm 1948.